# Tristania littoralis
Espèce
Classification APG II (2003)
Statut de conservation UICN

 VU A1cd : Vulnérable
Tristania littoralis est une espèce de plantes à fleurs de la famille des Myrtaceae. Elle est endémique aux Philippines. Elle est menacée par la destruction de son habitat par l'homme.
Selon Plants of the World Online, c'est un synonyme de Tristaniopsis littoralis. Selon ce site, c'est un arbre poussant en milieu tropical humide.